# Cartoons on Tour
Cartoons on Tour è un cortometraggio muto del 1915 scritto e diretto da Raoul Barré.

## Produzione
Il film fu prodotto dalla Edison Company e dalla Barre Studios.

## Distribuzione
Distribuito dalla General Film Company, il film - un cortometraggio in una bobina - uscì nelle sale cinematografiche statunitensi il 18 agosto 1915.
La copia sopravvissuta della pellicola nel 2014 è stata masterizzata e distribuita in DVD dalla Cartoons On Film.